# En Bortførelse
En Bortførelse er en dansk stumfilm fra 1910 produceret af Nordisk Films Kompagni. Filmens instruktør er ukendt.

## Handling
Denne artikel mangler et handlingsreferat. Hjælp os med at skrive det.

## Medvirkende
- Victor Fabian
- Rigmor Jerichau
- Gustav Lund